# Squali d'acciaio
Squali d'acciaio (Submarine Command) è un film del 1951 diretto da John Farrow.
È un film di guerra statunitense con William Holden, Nancy Olson e William Bendix. Il film segue la carriera militare del comandante White della U.S. Navy, dalla fine della seconda guerra mondiale alla guerra di Corea.

## Trama
Ken White, comandante in seconda del sottomarino Tiger Shark, vedendosi attaccato da aerei giapponesi, è costretto all'immersione. In tal modo salva l'equipaggio ma causa la morte del comandante Joshua Rice, suo grande amico, e del nostromo, che si trovavano feriti nella torretta. White ha fatto il suo dovere, ma la decisione rapida gli causa una grandissima pena che lo perseguita anche dopo la guerra.

## Produzione
Il film, diretto da John Farrow su una sceneggiatura, fu prodotto da Joseph Sistrom per la Paramount Pictures e girato nei Paramount Studios a Hollywood, e nella a U.S. Naval Base di San Diego, in California. Il titolo di lavorazione fu The Submarine Story.

## Distribuzione
Il film fu distribuito con il titolo Submarine Command negli Stati Uniti nel novembre del 1951 al cinema dalla Paramount Pictures.
Altre distribuzioni:
- in Svezia il 5 maggio 1952 (Ubåt tigerhajen)
- in Norvegia il 19 maggio 1952
- in Francia il 30 maggio 1952 (Duel sous la mer)
- in Finlandia l'8 agosto 1952 (Tiikerihai)
- in Danimarca il 3 novembre 1952 (U-båds-kommando)
- in Portogallo il 21 luglio 1953 (O Tigre dos Mares)
- in Turchia nell'aprile del 1954 (Denizalti harbi)
- in Germania Ovest il 18 febbraio 1955 (U-Kreuzer Tigerhai)
- in Austria nell'aprile del 1955 (U-Kreuzer Tigerhai)
- in Finlandia il 18 dicembre 1964 (redistribuzione)
- in Belgio (Duel sous la mer e Onderzee commando)
- in Brasile (O Tigre dos Mares)
- in Grecia (Monomahia stis thalasses tis Koreas)
- in Italia (Squali d'acciaio)

## Critica
Secondo il Morandini il film è un "dramma di guerra moderatamente interessante". Morandini segnala inoltre le sequenze d'azione. Secondo Leonard Maltin il film è un "prevedibile ma accettabile racconto della marina militare".